# Laitue des murailles
Lactuca muralis
Espèce
Classification phylogénétique
La Laitue des murailles, également appelée Laitue des murs (Lactuca muralis), est une espèce de plantes à fleurs du genre Lactuca et de la famille des Astéracées.

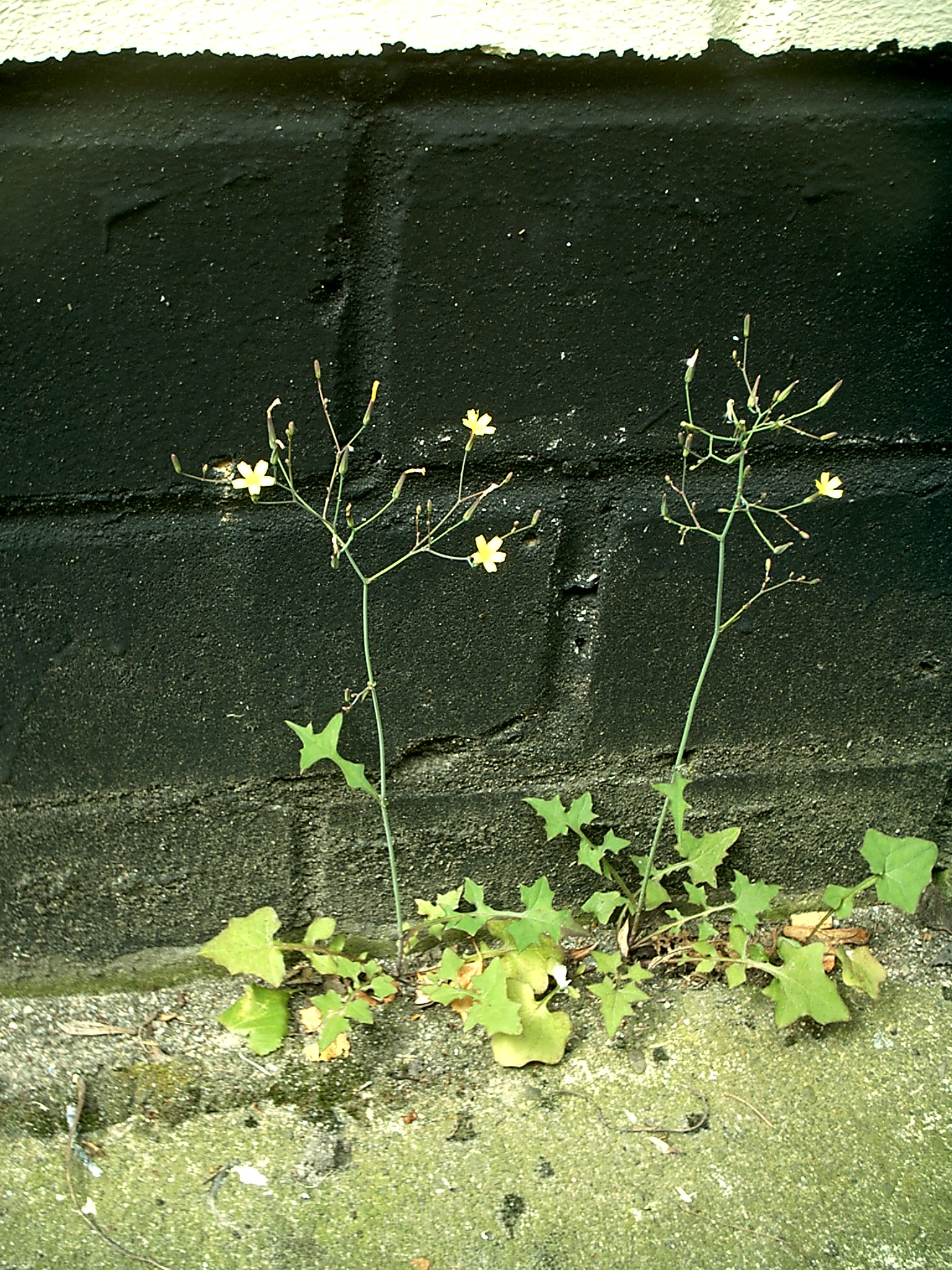
Laitue des murailles.

## Synonymie
- Cicerbita muralis (L.) Wallr., 1822
- Lactuca atlantica Pomel, 1874
- Lactuca erysimifolia (Willd.) DC., 1838
- Lactuca muralis (L.) Fresen., 1832
- Lactuca muralis (L.) G.Mey., 1836
- Mycelis angulosa Cass., 1824
- Chondrilla muralis (L.) Lam., 1779
- Prenanthes erysimifolium Willd., 1803
- Prenanthes muralis L., 1753
- Mycelis muralis (L.) Dumort., 1827
- Phaenixopus muralis (L.) W.D.J.Koch, 1838
- Phaenopus muralis (L.) Bonnier & Layens, 1894

## Description
C'est une plante herbacée vivace haute de 30 à 100 cm aux tiges nues, souvent teintées de rouge. Les feuilles sont profondément divisées en lobes, le terminal, triangulaire et plus grand. Le pétiole embrasse la tige par des oreillettes dentées. Les feuilles supérieures entourent la tige par deux lobes.
Les fleurs jaunes ligulées sont réunies le plus souvent par 5 dans de nombreux capitules entourés de bractées d'égale longueur, ressemblant ainsi à une fleur simple à 5 pétales. Floraison de mai à septembre.
Les graines sont munies de petites aigrettes que le vent peut disperser sur de longues distances.

## Distribution
Espèce européo-caucasienne ; toute la France (plus rare dans l'Ouest), Corse.

## Habitat
Forêts humides, clairières, parfois rocailles ombragées, des endroits frais, jusqu'à 1 800 m dans le Mercantour. En ville ou à la campagne, elle pousse à l’ombre des murs et plus rarement dans les friches et au bord des chemins.

## Utilisation
On peut consommer les jeunes feuilles en salade.